# Laem Chabang
Laem Chabang ( en tailandés: แหลมฉบัง    pronounced   ) es una ciudad portuaria (thesaban nakhon) en la provincia de Chonburi, Tailandia. Incluye tambon Bang Lamung del distrito de Bang Lamung, los tambones Bueng, Surasak, Thung Sukhla y partes de Nong Kham del distrito de Si Racha. A partir de 2006 tenía una población de 61,801. La ciudad ha crecido alrededor del puerto, pero también sirve como una parada importante en la carretera costera que une Pattaya y Bangkok a través de Sukhumvit Road (Hwy 3). La ciudad también es conocida por albergar una comunidad de jubilación japonesa con tiendas especializadas dirigidas a ellos.

## Clima
| Parámetros climáticos promedio de | Parámetros climáticos promedio de | Parámetros climáticos promedio de | Parámetros climáticos promedio de | Parámetros climáticos promedio de | Parámetros climáticos promedio de | Parámetros climáticos promedio de | Parámetros climáticos promedio de | Parámetros climáticos promedio de | Parámetros climáticos promedio de | Parámetros climáticos promedio de | Parámetros climáticos promedio de | Parámetros climáticos promedio de | Parámetros climáticos promedio de |
| Mes                               | Ene.                              | Feb.                              | Mar.                              | Abr.                              | May.                              | Jun.                              | Jul.                              | Ago.                              | Sep.                              | Oct.                              | Nov.                              | Dic.                              | Anual                             |
| --------------------------------- | --------------------------------- | --------------------------------- | --------------------------------- | --------------------------------- | --------------------------------- | --------------------------------- | --------------------------------- | --------------------------------- | --------------------------------- | --------------------------------- | --------------------------------- | --------------------------------- | --------------------------------- |
| [cita requerida]                  |                                   |                                   |                                   |                                   |                                   |                                   |                                   |                                   |                                   |                                   |                                   |                                   |                                   |

## Deportes
Laem Chabang tiene importantes campos de golf, como el club de campo Chabang Internacional laem diseñado por Jack Nicklaus. El estadio municipal Laem Chabang se usa actualmente principalmente para partidos de fútbol y tiene capacidad para 2.000 personas. En 2017 se anunció que la pista saldría a la superficie para permitir la celebración de grandes eventos de atletismo.

## Economía
Como ciudad portuaria, la economía se basa en los servicios de envío, así como en el comercio minorista y el turismo. La ciudad se comercializa junto con el municipio de Bang Lamung como alternativa a Pattaya. Sukhumvit Road pasa por la ciudad. Unas 200 empresas ocupan aproximadamente 1,406 acres (0,6 ha)  en el parque industrial. También cuenta con una refinería ExxonMobil. 